# Justynów (przystanek kolejowy)
Justynów – przystanek kolejowy w Justynowie, w województwie łódzkim, w Polsce. Na stacji stają pociągi osobowe relacji Łódź Fabryczna – Koluszki.

## Ruch pasażerski
| Rok  | Wymiana pasażerska na dobę |
| ---- | -------------------------- |
| 2017 | 100-149                    |
| 2022 | 500-699                    |